# Pethes József (főbíró)
Pethes József (Jászberény, 1811. március 19. – Jászberény, 1891. január 24.) főbíró, jászkapitány, országgyűlési képviselő. A híres Pethes család, amely évszázadokon át részt vett a Jászkun kerület, Jászberény és környékének közigazgatási és kulturális életében.

## Életrajza
Szülei Pethes János Jászkun kerületi aljegyző és Csomortányi Krisztina. 
Követve a család hagyományát jogi végzettséget szerzett, majd hites ügyvéd lett. Igen fiatalon az 1830-as évek közepén már tagja lett a városi tanácsnak. Később az évenkénti választással járó főbíró címet töltötte be 1842-ig.
1839-ben főbíróként intézkedett a XVIII. század elején épült és többször felújított Szent Sebestyén-Rókus-Rozália kápolna és a hozzátartozó kőkerítés lebontására. A Rákóczi szabadságharc végén kitört és sok áldozatot követő pestis járvány elkerülte Jászberényt és ezért a város hálából ezt a kápolnát építette. Még abban az évben a város döntött egy új kápolna építéséről. Pethes főbíró vezető szerepet játszott az új kápolna építésének és anyagi fedezetének az előteremtésében, így ő mutatta be az új tervet és költségvetést. Az elkészülés és a felszentelés 1840 szeptemberében történhetett.
Az 1840-es években egyre jobban elterjedő reformeszmék híve lett, de ezzel összetűzésbe is került a város hagyományosan konzervatív vezetésével. 1842-ben Vágó Ignác jászkapitány leváltotta főbírói tisztségéből. Eredményes hajszát indítottak ellene, vádat emeltek és végül jogerős bírói döntéssel 2 év börtönbüntetésre ítélték.
Pethes József az 1848-as forradalom kezdetén börtönben volt, de hátralévő büntetését elengedik. Így a város mozgalmas 1848/49-es forradalmi eseményeiben már egyik vezetőjeként vett részt. Részt vett a nemzetőrség megszervezésében és a honvédtoborzásokban.
Az első népképviseleti országgyűlési választások 1848 júniusában zajlottak le és miután a jászberényiek Kossuth Lajos kérték fel és választották meg képviselőjüknek. De miután a nagy hazafi  már elkötelezte magát, így végül a berényiek a pótválasztáson Illésy Jánost választották meg képviselőjüknek. Pethes József a választásokon a jászárokszállási  választási kerületben nyerte el a képviselői mandátumot.
A szabadságharc elbukása után jómódú ember lévén visszavonult birtokaira. Az osztrák elnyomás csökkenésével a Bach-korszakban lassan visszatért a normális közigazgatás és a Jászkun kerület minden részében újra megválasztották a tisztségviselőket. Az eredmény az lett, hogy nagy többséggel jászkapitánnyá választották. Forradalmi hevülete még mindig izzott, mert 2 hónappal kapitánnyá választása után Balajthy Vendel alkapitányt támadta meg - éppen öregsége miatt -, de a közgyűléssel szemben veszített, rögtön le is mondott és helyette más kapitányt választottak.
Országgyűlési képviselőségét viszont sikerrel megtartotta, mert a jászárokszállási választókörzetben újra elnyerte a választók bizalmát.
Sipos Orbán országgyűlési képviselő 1873-ban indítványozta a jászberényi városi tanácsülésen a Jász Múzeum létesítését. Az első múzeumi bizottság elnöke Pethes József volt. Nagyon fontos szerepe volt abban, hogy a létesítendő múzeum anyagi támogatására megnyerte a jászkun kerületeket és jász községeket. Végül a jászok múzeumát 1874. december 26-án adták át az érdeklődő jász polgároknak és a nagyközönségnek. Az ünnepélyes megnyitón Pethes József mondott emlékezetes beszédet. Keményen lobbizott és tevékenyen vett részt a jászberényi vasútvonal létesítésében.
Pethes József közel fél évszázadot tevékenykedett a Jászság közéletében és a Jászság sorsának intézésében. Életében végig megbecsülés övezte.